# Macrotocinclus affinis
Macrotocinclus affinis är en fiskart som först beskrevs av Steindachner, 1877.  Macrotocinclus affinis ingår i släktet Macrotocinclus och familjen Loricariidae. Inga underarter finns listade i Catalogue of Life.